# اتحاد انتخاباتی سرخ (نروژ)
اتحاد انتخاباتی سرخ (به نروژی: Rød Valgallianse)، با حروف اختصاری: (RV) یک جبهه متحد انتخاباتی در نروژ بود. این جبهه در سال ۱۹۷۳ میلادی، تشکیل و در سال ۲۰۰۷م، با ادغام در حزب سرخ، منحل شد.
 اتحاد انتخاباتی سرخ، سیاست خود را بر اساس تمایل تبدیل نروژ به یک جامعه سوسیالیستی تنظیم می‌کرد. در ضمن، بخش بزرگی از اعضای این اتحاد انتخاباتی، خود را کمونیست، می‌نامیدند.

## پیشینه
در واقع، اتحاد انتخاباتی سرخ، یک ائتلاف بین حزب کمونیست کارگران و سوسیالیستهای غیر وابسته بود؛ و از سال ۱۹۹۱م، تبدیل به یک سازمان مستقل شد. در انتخابات مجلس ملی نروژ، در سال ۱۹۸۹م، اتحاد انتخاباتی سرخ، در فهرست نامزدی استانها، با شعارهایی مبنی بر حفظ محیط زیست و همبستگی، شرکت داشت. در دوره سالهای ۱۹۹۳ تا ۱۹۹۷م، اتحاد انتخاباتی سرخ، با یک نماینده از اسلو، با نام ارلینگ فولکورد، در مجلس ملی نروژ، حضور داشت.
در انتخابات شوراهای شهری و استانی، در سال ۲۰۰۳م، اتحاد انتخاباتی سرخ، تنها ۱٫۵ درصد از آرای کل را به دست آورد و با این حساب ۰٫۵ کاهش پیدا کرده بود. به رغم چهره ای مستقل و نتایج خوب در نظرسنجی‌ها، در انتخابات پارلمانی سال ۲۰۰۵م، بار دیگر اتحاد انتخاباتی سرخ، در تعداد آرایی که کسب کرده بود، سقوط کرد؛ و با کسب تنها ۱٫۲ درصد آرای کل، نتوانست نماینده ای به مجلس ملی نروژ، بفرستد.
در سال ۲۰۰۷ میلادی، اتحاد انتخاباتی سرخ؛ و حزب کمونیست کارگران در هم ادغام شده؛ و حزب جدید  سرخ را تشکیل دادند. رهبر این حزب جدید، تورستین دال، یعنی همان رهبر سابق اتحاد انتخاباتی سرخ، بود. با این حال درسال ۲۰۰۷م، با توجه به فرصتهای زمانی تعیین شده، برای ثبت و تأیید اسامی احزاب و لیست نامزدها، حزب سرخ تحت عنوان اتحاد انتخاباتی سرخ، در انتخابات شرکت کرد.
در انتخابات شوراهای استانی درسال ۲۰۰۷م، اتحاد انتخاباتی سرخ، با کسب ۲٫۱ درصد آرای کل، بهترین نتایج تاریخ خود را به دست آورد. به علاوه در انتخابات مستقیم شهردار در شهرداری ریسور، اتحاد انتخاباتی سرخ، با کسب ۴۴٫۵ درصد آرای کل، پیروز گشت و برای اولین بار یک شهردار از اتحاد انتخاباتی سرخ، متصدی این مقام شد.